# Kormányelismerés
A kormányelismerés egy állam kormányának olyan egyoldalú aktusa, amellyel a maga vonatkozásában kifejezetten vagy hallgatólagosan elfogadja másik állam  nem alkotmányos úton megalakult kormányát mint az adott ország  irányítóját és a nemzetközi kapcsolatokban való képviselőjét.
Mivel el nem ismert kormánnyal nem lehetséges diplomáciai kapcsolatok fenntartása, a kormányelismerés (vagy ennek megtagadása) fontos külpolitikai döntés az adott állam részéről, amely befolyásolhatja az adott államnak más államokkal való nemzetközi jogi kapcsolatait is. E lépés ellenzői más állam belügyeibe való beavatkozásnak tekinthetik a kormányelismerést.

## A hallgatólagos elismerés
- Estrada-elv